# 西湖線
西湖線（ソホせん）は、朝鮮民主主義人民共和国咸鏡南道咸興市にある西咸興駅から咸興市興南区域にある西湖駅までを結ぶ鉄道路線である。

## 路線データ
- 路線距離：西咸興～西湖間17.6km
- 駅数：9（両端駅を含む）
- 軌間：762mm
- 電化区間：全線（直流3000V）
- 複線区間：なし

## 概要
日本統治時代に建設された新興鉄道興南線を原型としている。

## 歴史
- 1934年5月1日：新興鉄道興南線として西咸興 - 天機里間開業[1]。
- 1936年3月5日：天機里 - 内湖間開業[2]。
- 1936年12月15日：内湖 - 西湖里間開業[3]。
- 1945年8月以前：黄金町駅を沙浦駅に改称[4]。
- 日時不明：西湖線に改称。
- 2000年12月30日：西咸興 - 西湖間電化工事完成[5]
- 2017年12月：車両および線路設備・駅設備等の全面リニューアル工事完成[6]。

## 駅一覧
- 駅所在地は全線咸鏡南道内。

| 駅名              | 駅名              | 駅名                | 駅間キロ (km) | 累計キロ (km) | 接続路線             | 所在地          |
| 日本語            | 朝鮮語            | 英語                | 駅間キロ (km) | 累計キロ (km) | 接続路線             | 所在地          |
| ----------------- | ----------------- | ------------------- | ------------- | ------------- | -------------------- | --------------- |
| 西咸興駅          | 서함흥역          | Sŏhamhŭng           | 0.0           | 0.0           |                      | 咸興市          |
| 沙浦駅            | 사포역            | Sap'o               | 1.2           | 1.2           |                      | 咸興市 興南区域 |
| 上水駅 (営垈駅)   | 상수역 (영대역)   | Sangsu (Yŏngdae)    | 2.3           | 3.5           |                      | 咸興市 興南区域 |
| 城川駅            | 성천역            | Sŏngch'ŏn           | 2.4           | 5.9           |                      | 咸興市 興南区域 |
| 雲中駅 (雲南駅)   | 운중역 (운남역)   | Unjung (Unnam)      |               |               |                      | 咸興市 興南区域 |
| 龍城駅 (九龍駅)   | 룡성역 (구룡역)   | Ryongsŏng (Kuryong) |               |               |                      | 咸興市 興南区域 |
| 荷徳駅 (東興南駅) | 하덕역 (동흥남역) | Hadŏk (Tonghŭngnam) |               |               |                      | 咸興市 興南区域 |
| 西湖駅 (西湖津駅) | 서호역 (서호진역) | Sŏho (Sŏhojin)      |               | 17.6          | 北朝鮮鉄道省：平羅線 | 咸興市 興南区域 |

## 車両
2001年1月16日に朝鮮中央放送が報じたところによると、2.8ビナロン連合企業所と龍城機械連合企業所が製造した自力更生型電気機関車6両が電化開業にあたって投入された。
2017年12月のリニューアル工事完成時点では、機関車8両と客車22両が運用されている。

## 参考資料
- 国分隼人（2007年）. 『将軍様の鉄道 北朝鮮鉄道事情』, 新潮社. ISBN 9784103037316